# Jeorjos Pozidis
Jeorjos (Jorgos) Pozidis (gr. Γεώργιος (Γιώργος) Ποζίδης; ur. 20 lutego 1956 w Mawropigi, zm. 1 sierpnia 2019 w Epanomi) – grecki zapaśnik walczący w stylu klasycznym. Dwukrotny olimpijczyk. Szósty w Los Angeles 1984 i ósmy w Moskwie 1980. Startował w kategorii 90 kg.
Czwarty na mistrzostwach świata w 1983. Brązowy medalista mistrzostw Europy w 1981 i 1984. Wicemistrz igrzysk śródziemnomorskich w 1979 i brązowy medalista w 1983 roku.
- Turniej w Moskwie 1980

Pokonał Thomasa Horschela z NRD a przegrał ze Szwedem Frankiem Anderssonem i Norbertem Növényim z Węgier.
- Turniej w Los Angeles 1984

Pokonał Karolja Kopasa z Jugosławii, Abd ar-Rahmana z Iraku i Toni Hannula z Finlandii. Przegrał ze Szwedem Frankiem Anderssonem, Amerykaninem Steve’em Fraserm i Francuzem Jeanem-François Courtem.